# Fabián Balbuena
Fabián Cornelio Balbuena González (Ciudad del Este, 23 augustus 1991) is een Paraguayaans voetballer die doorgaans als centrale verdediger speelt. Hij verruilde Corinthians in juli 2018 voor West Ham United. Balbuena debuteerde in 2015 in het Paraguayaans voetbalelftal.

## Clubcarrière
Op 5 februari 2012 debuteerde Balbuena voor Cerro PF in de Liga Paraguaya tegen Sol de América. Op 5 oktober 2012 maakte hij zijn eerste competitietreffer tegen Cerro Porteño. In 2013 trok de centrumverdediger naar Rubio Ñu, dat hij na enkele maanden al verliet voor Club Nacional. In augustus 2014 tekende hij bij Club Libertad. Balbuena debuteerde voor zijn nieuwe club op 24 augustus 2014 tegen zijn voormalige werkgever Rubio Ñu. Na twee seizoenen bij Libertad tekende Balbuena een contract bij de Braziliaanse club Corinthians, waarvoor hij op 25 februari 2016 zijn debuut maakte in de Campeonato Paulista.

## Interlandcarrière
Op 1 april 2015 maakte Fabián Balbuena zijn debuut in het Paraguayaans voetbalelftal in een vriendschappelijke interland tegen Mexico. Hij speelde de volledige wedstrijd, die met 1–0 verloren ging. In mei 2016 werd hij opgenomen in de Paraguayaanse selectie voor de Copa América Centenario.